# 해부학적코담배갑
해부학적코담배갑(anatomical snuffbox, snuffbox, foveola radialis)은 손등 표면의 노쪽(가쪽, 엄지손가락 쪽)에 위치한 삼각형의 오목한 부분이다. 엄지를 쭉 폈을 때 더 잘 드러난다. 손목뼈, 그중에서도 특히 손배뼈와 큰마름뼈가 바닥을 이룬다. 그 이름은 가루로 된 코담배를 평소엔 곽에 넣어 들고다니다가 손등에 올려놓고 흡입할 때, 이 오목한 해부학코담배갑 부위가 자주 이용되었기 때문에 붙여졌다. 프랑스어 이름인 tabatière로 불리기도 한다.

## 구조

### 경계
- 안쪽(자쪽) 경계: 긴엄지폄근의 힘줄
- 가쪽(노쪽) 경계: 짧은엄지폄근의 힘줄과 긴엄지벌림근의 힘줄. 두 근육의 힘줄은 평행하게 주행하며 서로 밀접해 있다.[1] 이 때문에 엄지를 폈을 때 해부학적코담배갑이 더욱 오목해지며 잘 보이게 된다.
- 몸쪽 경계: 노뼈의 붓돌기

해부학적코담배갑 먼쪽의 꼭짓점은 첫째손허리뼈 바닥에 해당한다. 또한 해부학적코담배갑 바닥은 손목의 위치에 따라서 달라지기는 하나, 촉진 시 큰마름뼈와 (주로) 손배뼈를 만질 수 있다.

### 위치 관계
- 노동맥: 해부학적코담배갑의 경계를 이루는 힘줄의 깊은쪽에는 노동맥이 위치한다. 해부학적코담배갑 바닥면의 손배뼈와 큰마름뼈를 감아서 주행한다. 그 후 해부학적코담배갑 꼭대기 쪽의 첫째 등쪽뼈사이근 두 갈래 사이를 지나가고, 얕은손바닥동맥활과 깊은손바닥동맥활 형성에 기여한다.
- 노신경: 손에서는 감각신경으로만 작용한다. 노신경의 종말가지 중 하나인 얕은가지가 이 해부학코담배갑의 천장 쪽을 주행한다. 긴엄지폄근을 따라가면 얕은가지를 만질 수 있다.
- 노쪽피부정맥: 아래팔노쪽피부정맥이 해부학코담배갑 위쪽에서 형성된다. 이 정맥은 손등정맥그물에서 일어난 가지들의 문합에 의해 형성되며, 이후에는 아래팔 가쪽으로 주행하여 팔오금 쪽으로 환류한다.

노동맥은 노뼈 붓돌기 근처에서 노신경 얕은가지와 아주 가까이 (2mm 이내) 위치하기도 하며 (48%), 가쪽아래팔피부신경과 가까이 위치하기도 한다. (24%)

## 추가 이미지

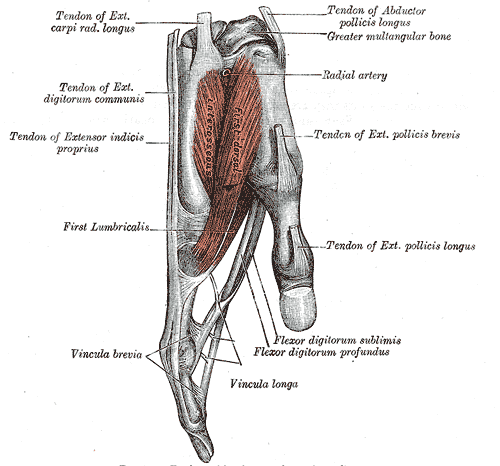
손가락의 힘줄과 힘줄끈
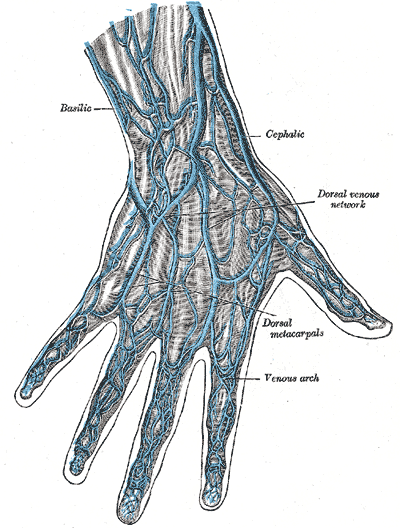
손등의 정맥
왼쪽 손바닥. 피부의 윤곽과 뼈, 손바닥동맥활이 그려져 있다.
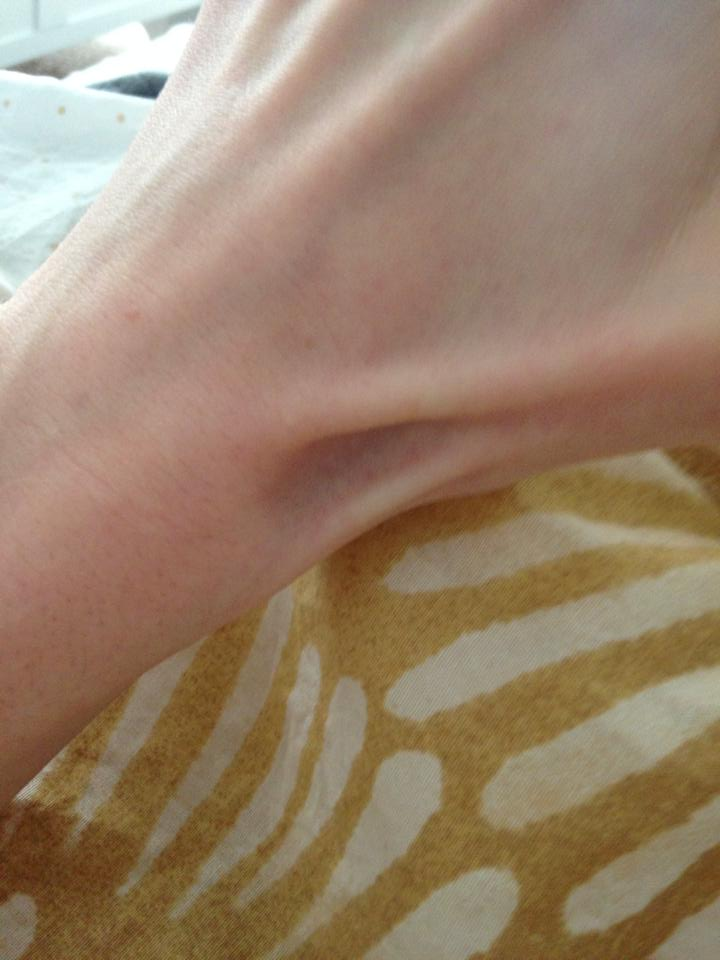
분명하게 드러난 해부학적코담배갑

## 같이 보기
- 해부학 용어